# Asplenium ebenoides
Asplenium ebenoides là một loài dương xỉ trong họ Aspleniaceae. Loài này được R.R. Scott mô tả khoa học đầu tiên năm 1865.